# ناوشکن کلاس موتسوکی
دیسترویر کلاس موتسوکی (به انگلیسی: Mutsuki-class destroyer) یک کلاس از کشتی است که طول آن ۹۷٫۵۴ متر (۳۲۰٫۰ فوت) می‌باشد.